# 가좌 나들목
가좌 나들목(Gajwa IC)은 인천광역시 서구 가좌1동과 가좌3동에 걸쳐 설치된 인천대로의 교차로이자 과거 경인고속도로의 2번 교차로였다. 경인고속도로 직선화 공사 완료 후 이 나들목은 일반도로 전향과 동시에 우측 통행로를 추가로 만들 예정에 있으며 대상 구간은 가좌 나들목-수출 5·6공단 구간이 대상이 된다. 이 나들목에 진출 램프가 신설되면 서인천 나들목과 부평 나들목의 만성 정체 및 병목 현상을 크게 해소할 수 있다. 2017년 12월 1일 경인고속도로 노선 단축으로 고속도로 지정에서 해제되었다.

## 연혁
- 1968년 12월 21일 : 경인고속도로 가좌 ~ 서울 구간 개통에 따라 영업 개시[1]
- 2017년 12월 1일 : 경인고속도로 인천 나들목 ~ 서인천 나들목 구간 단축으로 고속도로 지정 해제[2] 및 도로관리권을 인천광역시로 이관[3]

## 구조물 정보
- 위치: 인천광역시 서구 가좌1동, 가좌3동

## 접속하는 도로
- 백범로
- 가남로 (국도 제6호선, 국도 제77호선, 국가지원지방도 제98호선)
- 장고개로 (국도 제6호선, 국도 제77호선, 국가지원지방도 제98호선)